# Gare de Meung-sur-Loire
La gare de Meung-sur-Loire est une gare ferroviaire française de la ligne de Paris-Austerlitz à Bordeaux-Saint-Jean, située sur le territoire de la commune de Meung-sur-Loire, dans le département du Loiret, en région Centre-Val de Loire.
C'est aujourd'hui une gare de la Société nationale des chemins de fer français (SNCF), desservie par des trains régionaux TER Centre-Val de Loire.

## Situation ferroviaire
Établie à 103 mètres d'altitude, la gare de Meung-sur-Loire est située au point kilométrique (PK) 140,685 de la ligne de Paris-Austerlitz à Bordeaux-Saint-Jean, entre les gares de Saint-Ay et de Baule.

## Histoire
En 2017, la SNCF estime la fréquentation annuelle de cette gare à 290 472 voyageurs, contre 268 829 en 2016.

## Service des voyageurs

### Accueil
Gare SNCF, elle dispose d'un bâtiment voyageurs, avec un guichet ouvert tous les jours. Elle est équipée d'automates pour l'achat des titres de transport.

### Desserte
Meung-sur-Loire est desservie par des trains TER Centre-Val de Loire qui effectuent des missions omnibus entre les gares de Blois - Chambord et d'Orléans ou des missions semi-directes entre Tours et Orléans ainsi que de missions Interloire entre Nantes et Orléans.

### Intermodalité
Un parc pour les vélos et un parking y sont aménagés.

## Service des marchandises
Cette gare est ouverte au service du fret(train massif, desserte d'installations terminales embranchées).